# Aspidonitys alma
Aspidonitys alma är en insektsart som beskrevs av Karsch 1899. Aspidonitys alma ingår i släktet Aspidonitys och familjen Eurybrachidae. Inga underarter finns listade i Catalogue of Life.